# Beijer Electronics
Beijer Electronics är ett teknikföretag som utvecklar, tillverkar och säljer hård- och mjukvarulösningar för digitaliserad styrning, uppkoppling och presentation samt insamling och analys av data. Sedan starten 1981 i Sverige har Beijer Electronics utvecklats till en internationell verksamhet med kontor i Europa, Asien och USA med en omsättning på 1,1 miljarder kronor 2022.

## Bakgrund
Beijer Electronics har sitt ursprung i G&L Beijer där det 1981 grundades som en elektronikavdelning. Bolaget har sedan kommit att börja utveckla egen hård- och mjukvara som idag står för större delen av försäljningen. 
Bolaget är en av affärsverksamheterna inom Ependion. Ependion är noterat på Stockholmsbörsen.
Beijer Electronics Group AB namnändrades till Ependion AB den 16 maj 2023.